# Гельмут Беккер
Гельмут Беккер (нім. Hellmuth Becker; 12 серпня 1902, Альт-Руппін — 28 лютого 1953, Свердловськ) — німецький офіцер Ваффен-СС, бригадефюрер СС і генерал-майор Ваффен-СС, кавалер Лицарського хреста Залізного хреста з Дубовим листям.

## Ранні роки
Гельмут Беккер народився 12 серпня 1902 року в місті Альт-Руппін в родині маляра. 1 серпня 1920 року вступив рядовим в Рейхсвер. У 1932 році в званні унтер-офіцера звільнений з армії.
27 лютого 1933 Беккер вступив в СС (службове посвідчення № 113 174), а потім в НСДАП (партійний квиток № 1 592 593). У 1935 році переведений в штандарт СС «Верхня Баварія» з'єднань СС «Тотенкопф», командував штурмом, потім штурмбанном. Гельмут був учасником всіх військових операцій 1938-39 років: аншлюсу, окупації Судетської області, розчленуванні Чехословаччини.

## Друга світова війна
Гельмут Беккер взяв участь в Польській, Французькій, Балканській кампаніях і в боях на Східному фронті. Під час Польської кампанії в 1939 році батальйон Беккера здійснював каральні функції в тилу військ. З жовтня 1939 командував батальйоном в складі дивізії СС «Тотенкопф».
У 1941 році дивізія СС «Тотенкопф» була перекинута на Східний фронт. Беккер відзначився в боях в Дем'янському котлі, коли дивізія зазнала величезних втрат. Восени 1942 року, коли дивізія була виведена до Франції на поповнення, призначений командиром 6-го панцергренадерського полку СС.
На початку 1943 року Гельмут повернувся на Східний фронт, брав участь в боях під Харковом, на Курській дузі. У березні 1943 року за відміну полк отримав почесне найменування «Теодор Ейке». Беккер вирізнявся великою особистою хоробрістю, але в той же час неодноразово звинувачувався (доведено не було) в зловживанні алкоголем і сексуальних відхиленнях.
Незабаром на короткий час Беккер був направлений до Італії, де керував формуванням 16-ї панцергренадерської дивізії СС «Рейхсфюрер СС». 21 червня 1944 року Беккер став останнім командиром 3-ї танкової дивізії СС «Тотенкопф». Брав участь у оборонних боях в Польщі, потім в Угорщині в районі озера Балатон, де німецьке командування зробило спробу широкомасштабного наступу.
9 травня 1945 року, провівши залишки дивізії через всю Австрію, здався в полон частинам 3-ї армії США в Цветтеле.

## Життя після війни
Пізніше Беккер був переданий американським командуванням СРСР, утримувався в Полтавській в'язниці і Воркутинському таборі. 29 листопада 1947 року військовим трибуналом військ МВС Київського військового округу засуджений до 25 років ув'язнення в таборах. Повторно за звинуваченням у саботажі будівельних робіт 9 вересня 1952 року військовим трибуналом Донського військового округу засуджений до смертної кари. Гельмут Беккер був розстріляний 28 лютого 1953 року.

## Звання
- Оберштурмбаннфюрер СС (30 січня 1938)
- Штандартенфюрер СС (26 вересня 1942)
- Оберфюрер СС (21 червня 1944)
- Бригадефюрер СС і генерал-майор Ваффен-СС (1 жовтня 1944)

## Нагороди
- Йольський свічник (16 грудня 1935)
- Німецька імперська відзнака за фізичну підготовку в сріблі
- Почесна шпага рейхсфюрера СС
- Кільце «Мертва голова»
- Почесний кут старих бійців
- Медаль «У пам'ять 13 березня 1938 року»
- Медаль «У пам'ять 1 жовтня 1938»
- Залізний хрест (1939)
  - 2-го класу (24 травня 1940)
  - 1-го класу (26 червня 1940)
- Нагрудний знак «За поранення»
  - в чорному (11 липня 1941)
  - в сріблі (10 листопада 1943)
- Штурмовий піхотний знак в бронзі (9 жовтня 1941)
- Медаль «За зимову кампанію на Сході 1941/42» (13 липня 1942)
- Німецький хрест в золоті (26 вересня 1942) як штандартенфюрер СС і командир 3-го піхотного полку СС «Тотенкопф»
- Лицарський хрест Залізного хреста з Дубовим листям
  - Лицарський хрест (7 вересня 1943) як штандартенфюрер СС і командир 6-го панцергренадерського полку СС «Теодор Ейке»
  - Дубове листя (№ 595; 21 вересня 1944) як оберфюрер СС і командир 3-ї танкової дивізії СС «Тотенкопф»
- Дем'янський щит (1943)
- Згадувався в Вермахтберіхт 1 лютого 1945 року